# Yolüstü, Reşadiye
Yolüstü là một thị trấn thuộc huyện Reşadiye, tỉnh Tokat, Thổ Nhĩ Kỳ. Dân số thời điểm năm 2011 là 1.87 người.